# Полупроводник p-типа

Схема кристаллической решетки полупроводника IV группы (кремния, легированного алюминием) с проводимостью р-типа.

Полупроводни́к p-ти́па — полупроводник, в котором основными носителями заряда являются дырки.
Полупроводники p-типа получают методом легирования собственных полупроводников акцепторами.
Для полупроводников четвёртой группы периодической таблицы, например, таких как кремний и германий, акцепторами могут быть примеси химических элементов группы III периодической таблицы элементов Д. И. Менделеева — бор, алюминий, индий, галлий, а донорными — группы V — фосфор, мышьяк.
Для полупроводниковых соединений типа AIIIBV, например, арсенида галлия донорными примесями являются элементы группы VI — селен, теллур, а акцепторными — группы II — цинк, кадмий, ртуть.
Концентрация дырок в валентной зоне определяется температурой, концентрацией акцепторов, энергией акцепторного уровня над энергией верха валентной зоны, эффективной плотностью уровней в валентной зоне.